# Southeastern

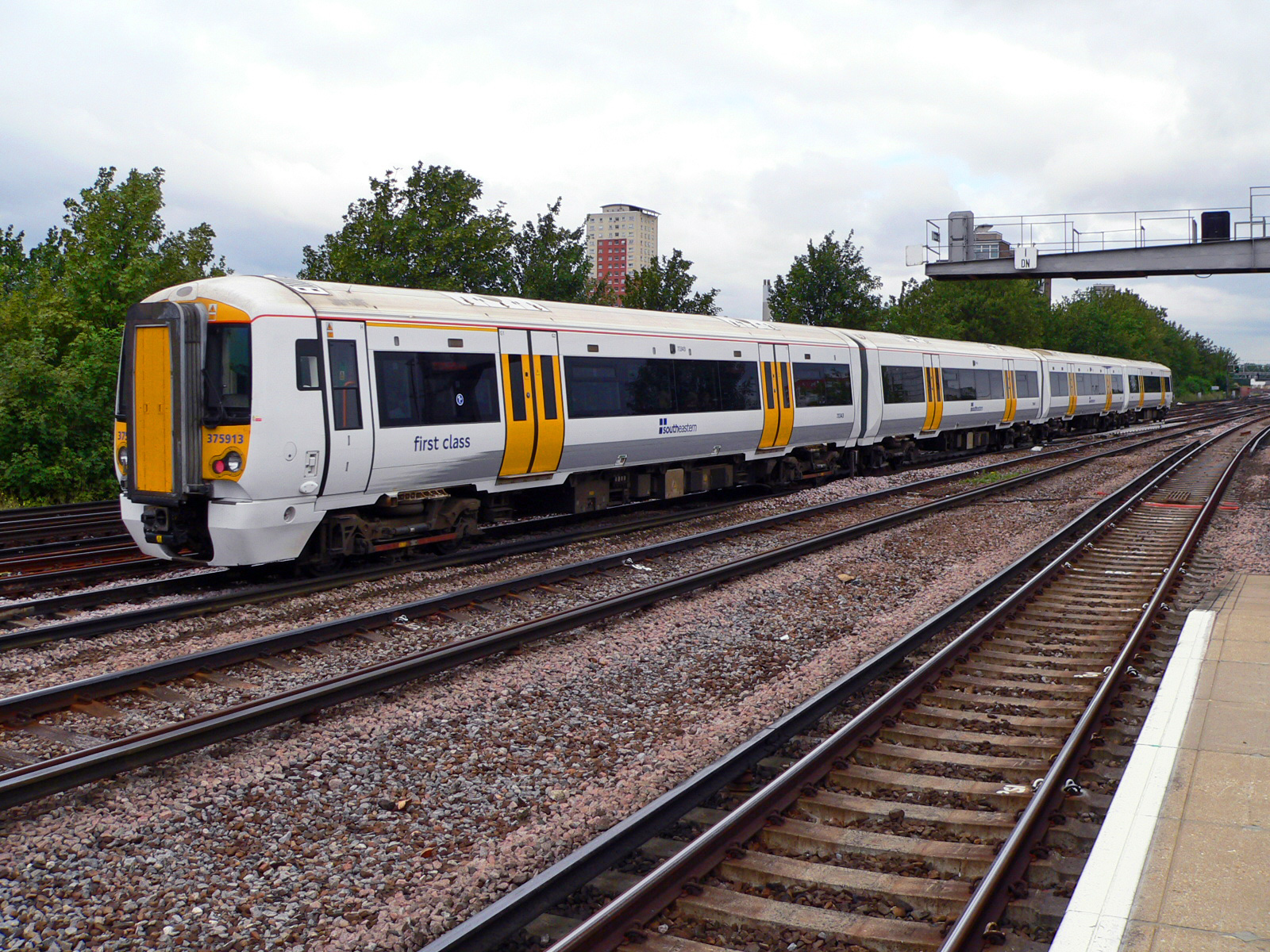
Jeden z eksploatowanych przez firmę pociągów British Rail Class 375

Southeastern – brytyjski przewoźnik kolejowy posiadający koncesję na obsługę połączeń pasażerskich w południowo-wschodniej Anglii. Okres koncesyjny rozpoczął się 1 kwietnia 2006. Podobnie jak korzystająca z sąsiedniego obszaru koncesyjnego firma Southern, Southeastern jest wspólnym przedsięwzięciem dwóch grup transportowych: brytyjskiej Go-Ahead Group i francuskiej Keolis (za pośrednictwem ich spółki Govia). Pociągi przewoźnika zatrzymują się na 203 stacjach, z czego na 182 pełni on rolę administratora.

## Tabor
Southeastern eksploatuje wyłącznie elektryczne zespoły trakcyjne. Flota firmy składa się obecnie z następujących jednostek:
- British Rail Class 375 (147 zestawów)
- British Rail Class 376 (36 zestawów)
- British Rail Class 465 (147 zestawów)
- British Rail Class 466 (43 zestawy)
- British Rail Class 395 (29 zestawów)